# Изчезналият герой
„Изчезналият герой“ е първата книга от поредицата „Героите на Олимп“ на писателя Рик Риърдън.

## Сюжет
Петнадесетгодишно момче, загубило спомените си, се събужда в училищен бус, пълен с юноши, които са на екскурзия. Намира си гадже на име Пайпър и приятел – Лио. Странна буря отприщва чудовища към тях. Летяща колесница ги отнася до лагер с име „лагера на нечистокръвните“. Открива, че има сили – да призовава мълнии и да управлява вятъра.